# HandiFestival International
 (décembre 2021).
Le HandiFestival International, aussi appelé Handifestiv, est un festival sénégalais d’arts visuels, d’artisanat et de livres. La première édition a eu lieu du 1er au 4 décembre 2007 à la Grande Maison de la Culture Douta Seck de Dakar au Sénégal, en partenariat avec Handicap International.
Cet événement s’inscrit dans le cadre de la Décennie africaine des Personnes Handicapées (1999-2009) et s’insère également dans la campagne de vulgarisation de la Convention internationale sur les Droits des Personnes handicapées. La période du 1er au 4 décembre couvre des dates-repères comme le 1er décembre, Journée mondiale de lutte contre le sida, le 3 décembre, Journée mondiale des personnes handicapées.
L'édition 2008 a eu lieu du 3 décembre au 7 décembre 2008 à la Maison de la Culture Douta Seck, Dakar (Sénégal). La troisième édition s'est tenue du 28 au 30 mai 2010 au même endroit et la quatrième édition a eu lieu du 14 au 16 décembre 2012, toujours à la Maison de la culture Douta Seck,. La cinquième édition s'est déroulée du 29 novembre au 1er décembre 2013. La sixième édition s'est tenue les 5 et 6 décembre 2014.

## Programme
- Expositions d’arts visuels
- Artisanat
- Livres et publications diverses
- Musique
- Danse
- Théâtre
- Mode
- Projections de films

## Forum
Un espace sera consacré aux enfants en situation de handicap dans un contexte intégrateur. À cela s’ajoute un grand forum sur le thème de l’accessibilité des personnes handicapées aux services sociaux de base et aux édifices publics.
Le forum réunira d’éminents spécialistes d’horizons divers et les travaux vont aboutir à des recommandations intitulées « l’Appel de Dakar ». Des créateurs et des groupes d’artistes en provenance des pays d’Afrique, d’Europe, d’Amérique et d’Asie ont pris part à la première édition de HandiFestival International.